# Cruz de Íñigo Arista

Representación heráldica de la cruz de Íñigo Arista, una cruz patada apuntada en su brazo inferior cuando es de plata y figura sobre un franco-cuartel, sobre campo de azur. Aparece por primera vez en el, cuando la adopta Pedro IV el Ceremonioso como «armas antiguas de Aragón».

La cruz de Íñigo Arista es el nombre que recibe en la heráldica aragonesa la figura de una cruz patada apuntada en su brazo inferior (en francés: croix patée au pied fiché). La expresión fue acuñada por Jerónimo Zurita (1512-1580), que divulgó la atribución infundada de que se trataba del emblema de Íñigo Arista, primer rey de Pamplona. El emblema, incluido en las armas territorializadas de Aragón desde la Edad Moderna, forma parte de los escudos oficiales de las comunidades autónomas de Aragón y la Comunidad Valenciana.

## Origen y leyenda
La expresión fue acuñada por el historiador Jerónimo Zurita (1512-1580) en los Anales de la Corona de Aragón, que se terminaron de publicar en 1579. Llama al emblema «cruz de Íñigo Arista», porque derivaría de este monarca pamplonés, de quien afirmaba eran descendientes los reyes históricos de Aragón desde Ramiro I. Ramiro, hijo primogénito del rey de Pamplona Sancho III el Mayor, se convirtió en el 1035 en el primer rey de Aragón, al heredar dicho año el reino de Aragón a la muerte de su padre. En el reverso de las monedas acuñadas en Aragón bajo el reinado de Sancho Ramírez, hijo y sucesor de Ramiro I, aparece una cruz procesional sobre vástago con florituras a los lados, imagen que en la Edad Moderna se asociará con el emblema de la encina de Sobrarbe, distinta de la cruz que empleaba su padre como signum regis.
Según otra tradición, auspiciada desde las altas instancias de la Corona desde el reinado de Pedro IV el Ceremonioso, este fue el emblema personal del monarca, identificándolo el signum  regis, o firma que usaba Ramiro I en los documentos, ya que empleaba para este cometido una cruz patada.

Signum regis de Ramiro I. El signum regis era la firma que identificaba al rey en los documentos y remitía a la cruz de los ejércitos empleada por las tropas cristianas en la batalla hasta el. Posteriormente, Pedro IV el Ceremonioso lo identificó en el como la «cruz de Íñigo Arista» y le atribuyó el carácter heráldico de antiguas armas de Aragón.

## Evidencias historiográficas
No hay constancia de la existencia de la cruz patada y apuntada en el brazo inferior de argén sobre campo de azur como escudo heráldico hasta el siglo XIV, a lo que hay que añadir que en época de Ramiro I (siglo XI) no existían las armas de señal, que nacen en Francia hacia 1120 y llegan a la península ibérica a mediados del siglo XII. 
En el Monasterio de San Juan de la Peña, cerca de Jaca, en el Panteón Real mandado construir por Carlos III en el siglo XVIII, se representan los símbolos de la historia de Aragón, incluyendo la cruz de Íñigo Arista.
Este escudo de armas figura en el segundo cuartel del escudo oficial de la comunidad autónoma aragonesa, así como en el emblema de la Real Maestranza de Caballería de Zaragoza.